# سعدان سبخي
سعدان سبخي (الاسم العلمي:Allenopithecus) هو جنس من الحيوانات يتبع فصيلة سعادين العالم القديم من رتبة الرئيسيات.

## أنواع
يضم هذا الجنس نوع وحيد هو:
- سعدان سبخي ألني (الاسم العلمي:Allenopithecus nigroviridis)